# La Goulette
La Goulette (arabe : حلق الوادي  [ħɑlq ɪl'wɛːd], soit Halq al-Wad) est une ville tunisienne cosmopolite qui accueille le principal port de Tunis, capitale du pays. Elle est située à une dizaine de kilomètres au nord-est de cette dernière.
La municipalité compte 45 711 habitants en 2014.

## Étymologie
L'idée communément répandue est que le nom français de La Goulette est une traduction du nom venant de l'italien gola (gorge) ou goletta (petite gorge), parce que cette langue était très usitée dans la région en raison du nombre important d'Italiens y vivant aux XVIIIe et XIXe siècles,. Les adeptes de la même hypothèse concèdent néanmoins que ce terme soi-disant italien est lui-même une traduction du nom arabe du lieu, Halq al-Wādī, signifiant littéralement « gorge (ou gosier) de la rivière »,. 
Cette hypothèse se heurte toutefois à deux éléments. Du point de vue historique, le toponyme tunisien est attesté dans les textes occidentaux longtemps avant l'arrivée en Tunisie d'immigrés italiens, les premières vagues remontant seulement au XVIIIe siècle. Orthographié tantôt Golette, tantôt Goulette, le mot est attesté en français dès le milieu du XVIe siècle. Il est mentionné par Léon l'Africain dans sa Cosmographia de Affrica, dont la première édition, en italien, sort en 1526, et sa traduction en français en 1556. On le trouve également dans la littérature espagnole sous la plume de Cervantes. Et d'ailleurs, La Goulette a été le théâtre de deux épisodes saillants dans l'histoire tuniso-espagnole : la prise du fort goulettois par l'armée de Charles Quint en 1535 et sa reprise par l'armée ottomane en 1574.
Par ailleurs, on peut reconstruire La Goletta d'après son prototype arabe pour y déceler ce qui apparaît comme une simple corruption (et non une traduction) du toponyme tunisien. Celui-ci a pour initiale la consonne ح qui n'a pas d'équivalent dans les langues romanes. Dans les emprunts à l'arabe comportant la même consonne, celle-ci est souvent élidée (alcool, assassin, Alep, etc.), avec pour conséquence le mécanisme de romanisation qui a dû faire de Alg al Wad quelque chose comme Al galwad, assimilant les deux premières lettres à l'article arabe al, traduit ensuite par « la », et rattachant le g au reste du mot. Il suffit de rappeler ici les similitudes du toponyme tunisien avec le nom de la commune algéroise de Bab El Oued (« porte de l'oued ») qui a donné le français pataouète et Papa-Louette,  titre d’un journal satirique créé et rédigé par Henri Fiorile, paru à Alger en 1905, pour voir l'identité des segments louette et oletta : l'un et l'autre étant la corruption évidente de l'arabe « oued ».
Cela dit, sémantiquement parlant, « La Goulette » désigne bien un goulet d'étranglement — un canal large de 28 mètres — grâce auquel le lac de Tunis communique avec le golfe de Tunis et aux bords duquel s'élève la cité. Ce passage à proximité d'une rade a fait de La Goulette le principal port du littoral tunisois après la destruction des installations portuaires de Carthage au début de la conquête arabe. Même si cette rade est peu abritée des vents d'hiver, il n'en existe pas d'autre dans le golfe qui ait pu devenir le port avancé de Tunis.
Il faut remarquer aussi que la graphie courante Goletta avec deux t peut à tort faire penser au mot goletta qui signifie « goélette », très nombreuses à mouiller au large faute d'eaux assez profondes pour leur permettre de traverser la passe et de remonter jusqu'au port de Tunis. C'est probablement par la contamination phonétique de ce mot que la romanisation du toponyme, masculin en arabe, s'est accompagnée de sa féminisation.

## Histoire

### Forteresse

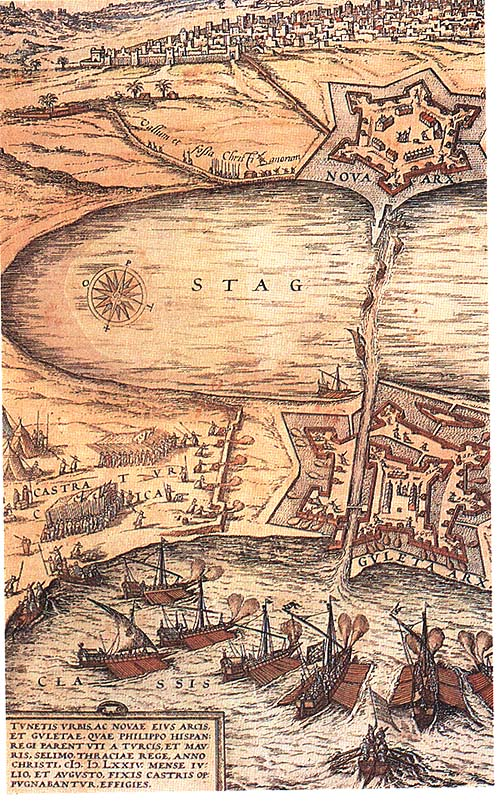
Carte représentant La Goulette (premier plan) et Tunis.

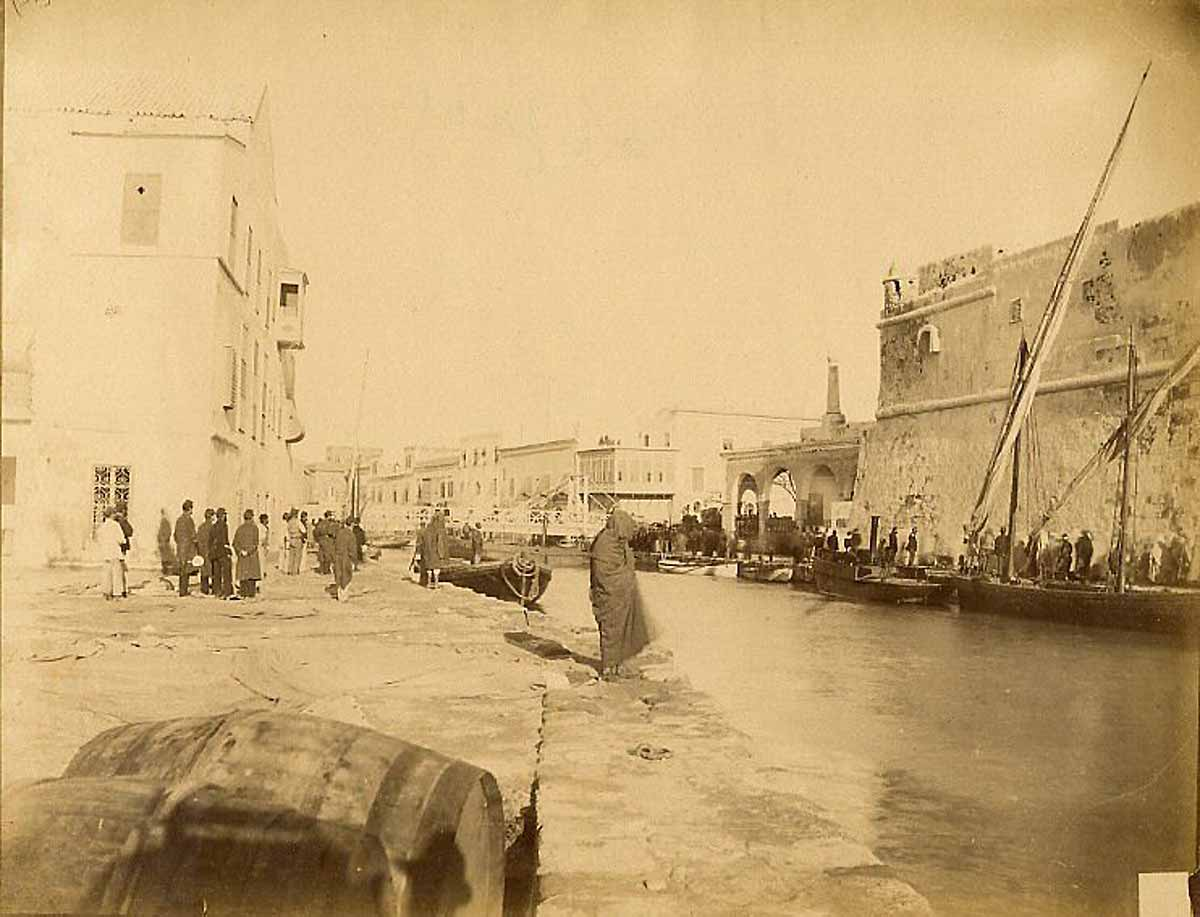
Vue du canal vers 1880.

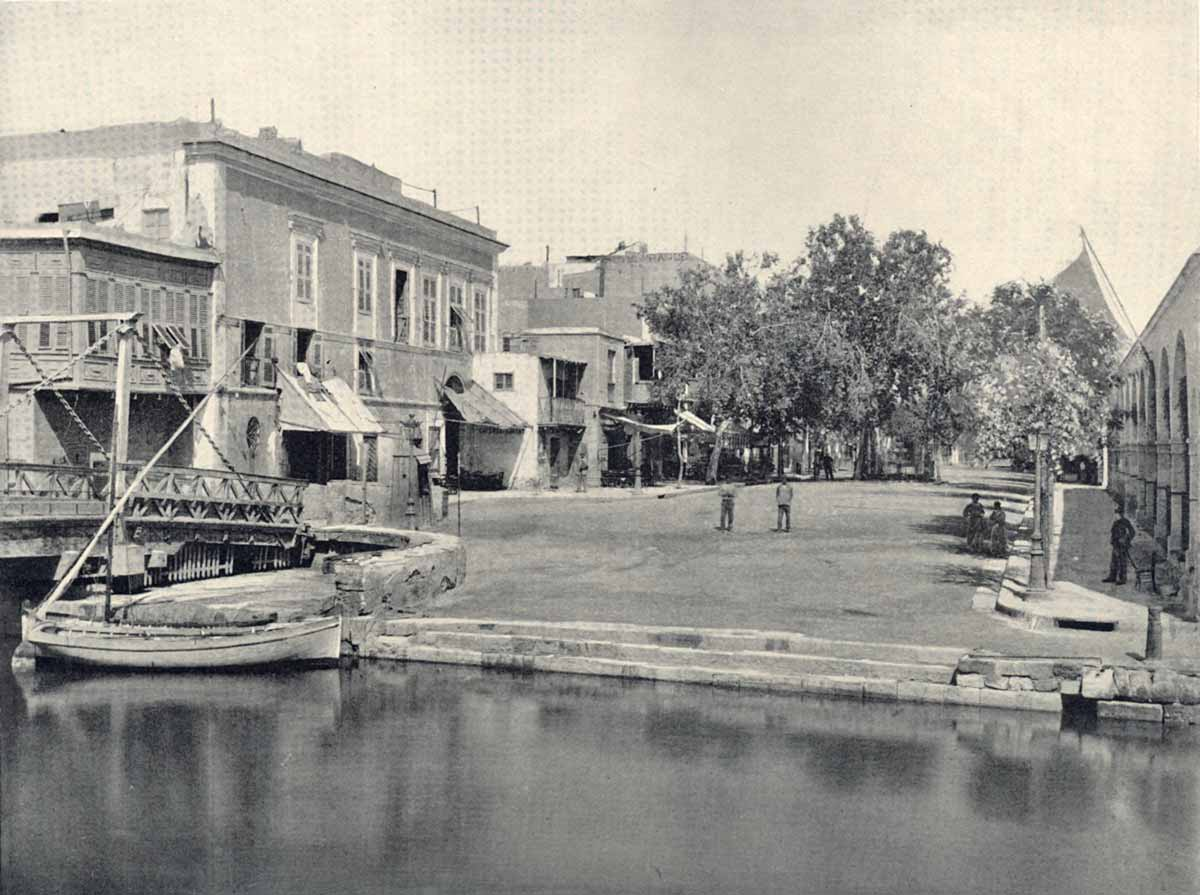
Place Ahmed Bey vers 1900.

Commandant l'accès au lac de Tunis, La Goulette joue pendant des siècles un rôle militaire important. Occupée par les Turcs, elle est conquise en 1535 par l'armée de Charles Quint (qui compte 400 vaisseaux et 30 000 hommes) lors de la bataille de Tunis. La forteresse de la Carraca, qui existe toujours, est édifiée par les Espagnols puis agrandie par les Turcs lorsque, en 1574, ils reprennent la ville. La population goulettoise est, au départ, composée exclusivement de Turcs et de Maures. Mais la cité se développe à partir du milieu du XVIIIe siècle en tant que quartier, par extension, de la capitale à la suite de l'arrivée, d'abord modeste, d'immigrés provenant de Malte et de Sicile (en particulier des provinces de Palerme, Trapani et Agrigente) attirés par les perspectives de travail liées aux activités maritimes et portuaires.

### Immigration italienne
À partir de 1868, année de la signature du traité tuniso-italien de La Goulette qui encourage l'immigration en Tunisie, l'arrivée des Italiens se fait de plus en plus massive jusqu'à assumer la portée d'authentiques vagues d'immigration qui changent la physionomie de la ville. À ce moment, rallier les États-Unis est encore trop difficile pour les Siciliens et autres Maltais, à la recherche de la fortune. Le développement portuaire à La Goulette offre lui des possibilités d'emplois.
C'est pourquoi le flux migratoire se rabat sur la Tunisie voisine. La très grande majorité de ces colons — qui sont journaliers, artisans, mineurs et pêcheurs — arrive à La Goulette dans une situation de substantielle misère. Toutefois, en seulement quelques décennies, les Italiens se relèvent de cette indigence et deviennent majoritaires au sein de la ville, donnant vie au quartier de « La Petite Sicile » (à ne pas confondre avec le quartier homonyme de Tunis). Entretemps est fondée une chambre de commerce en 1884, la Banca Siciliana, le quotidien L'Unione et d'autres organismes culturels et d'assistance dédiés aux Italiens : théâtres, cinémas, écoles et hôpitaux.
Les nouveaux venus vivent ainsi pacifiquement aux côtés de la population autochtone. Par ailleurs, les deux communautés se mélangent en partie par l'intermédiaire de mariages mixtes.
Dans ce contexte de cosmopolitisme animé, les interactions culturelles sont fréquentes, tant au niveau vestimentaire ou traditionnel que dans la solennité religieuse. Ce métissage est d'ailleurs immortalisé dans le film Un été à La Goulette de Férid Boughedir.
| Année                                                                     | Tunisiens musulmans | Tunisiens israélites | Français | Italiens | Maltais | Total  |
| ------------------------------------------------------------------------- | ------------------- | -------------------- | -------- | -------- | ------- | ------ |
| 1921                                                                      | 778                 | 1 540                | 772      | 2 449    | 381     | 5 997  |
| 1926                                                                      | 1 998               | 2 074                | 1 264    | 2 921    | 299     | 8 653  |
| 1931                                                                      | 2 274               | 843                  | 2 233    | 3 476    | 332     | 9 260  |
| 1936                                                                      | 2 343               | 1 668                | 2 713    | 3 801    | 265     | 10 862 |
| Sources : Paul Sebag, Tunis. Histoire d'une ville, éd. L'Harmattan, 1998. |                     |                      |          |          |         |        |

### Développement économique

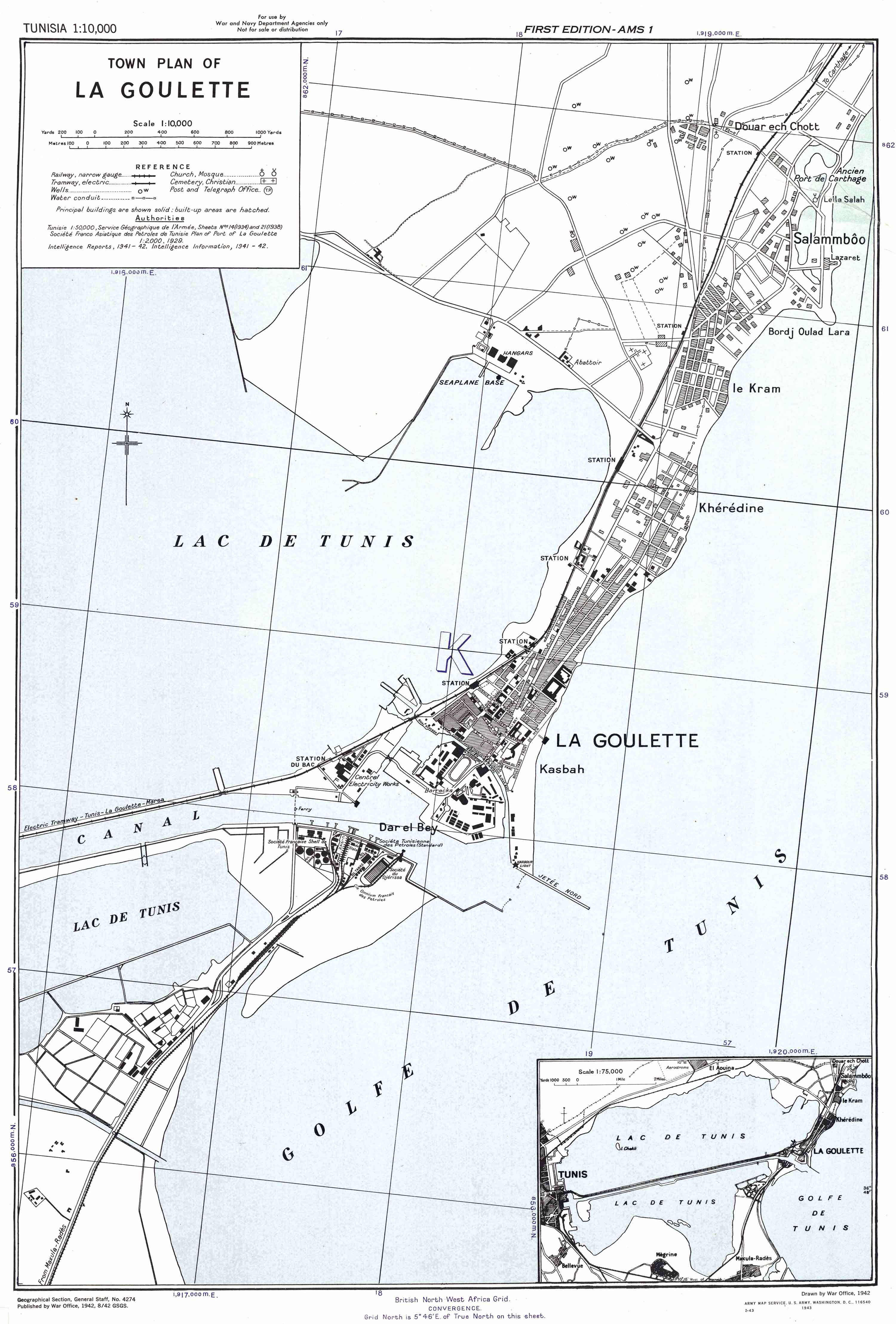
Plan de La Goulette en 1942.

Si les Italiens de Tunisie sont déjà près de 25 000 en 1870, ils sont 89 216 à l'occasion du recensement de 1926, parmi lesquels une partie résident à La Goulette. Par ailleurs, la ville reste longtemps un lieu d'estivage pour les familles modestes de la capitale qui arrivent par le petit train à vapeur de la Société de navigation génoise Rubattino.
La mise en fonction, en 1908, du chemin de fer électrique du TGM, la construction d'appontements pour le déchargement de combustibles et l'embarquement des minerais donnent un nouvel essor au petit port. En 1905, la Compagnie des tramways de Tunis obtient, comme concession accessoire du TGM, l'autorisation de construire une centrale électrique thermique à La Goulette ainsi que la distribution de l'électricité dans la banlieue nord de Tunis. Plusieurs fois modifiée et très endommagée par les bombardements de la campagne de Tunisie (1942-1943), la centrale assure, en 1955, 86 % de la production d'électricité de Tunisie. Au début des années 1970, Alstom construit pour le compte de la STEG une deuxième centrale électrique à turbine à gaz au sud de La Goulette, dont les deux premières turbines entrent en service en 1975.
En 1964, quand le président Habib Bourguiba ordonne la saisie de certains biens possédés par des étrangers, ces derniers prennent le chemin de l'exil. Les Italiens de La Goulette, n'ayant que des documents français, n'ont d'autre choix que de chercher une nouvelle vie en France où ils vont s'ajouter aux pieds-noirs en provenance d'Algérie. Les quelques vestiges du passé européen de La Goulette sont l'église Saint-Augustin-et-Saint-Fidèle, quelques maisons de style liberty et quelques phrases en dialecte sicilien restées dans la mémoire des plus anciens Tunisiens. Il reste pour maintenir un lien avec la terre natale de beaucoup d'exilés, Il Corriere di Tunisi, périodique né en 1956 et diffusé outre-mer auprès de la diaspora de La Goulette. Parmi les plus célèbres d'entre eux figure l'actrice Claudia Cardinale, qui prend la route du succès après son élection en 1957 comme la plus belle italienne de Tunis. Achille Zavatta est également originaire de la ville.

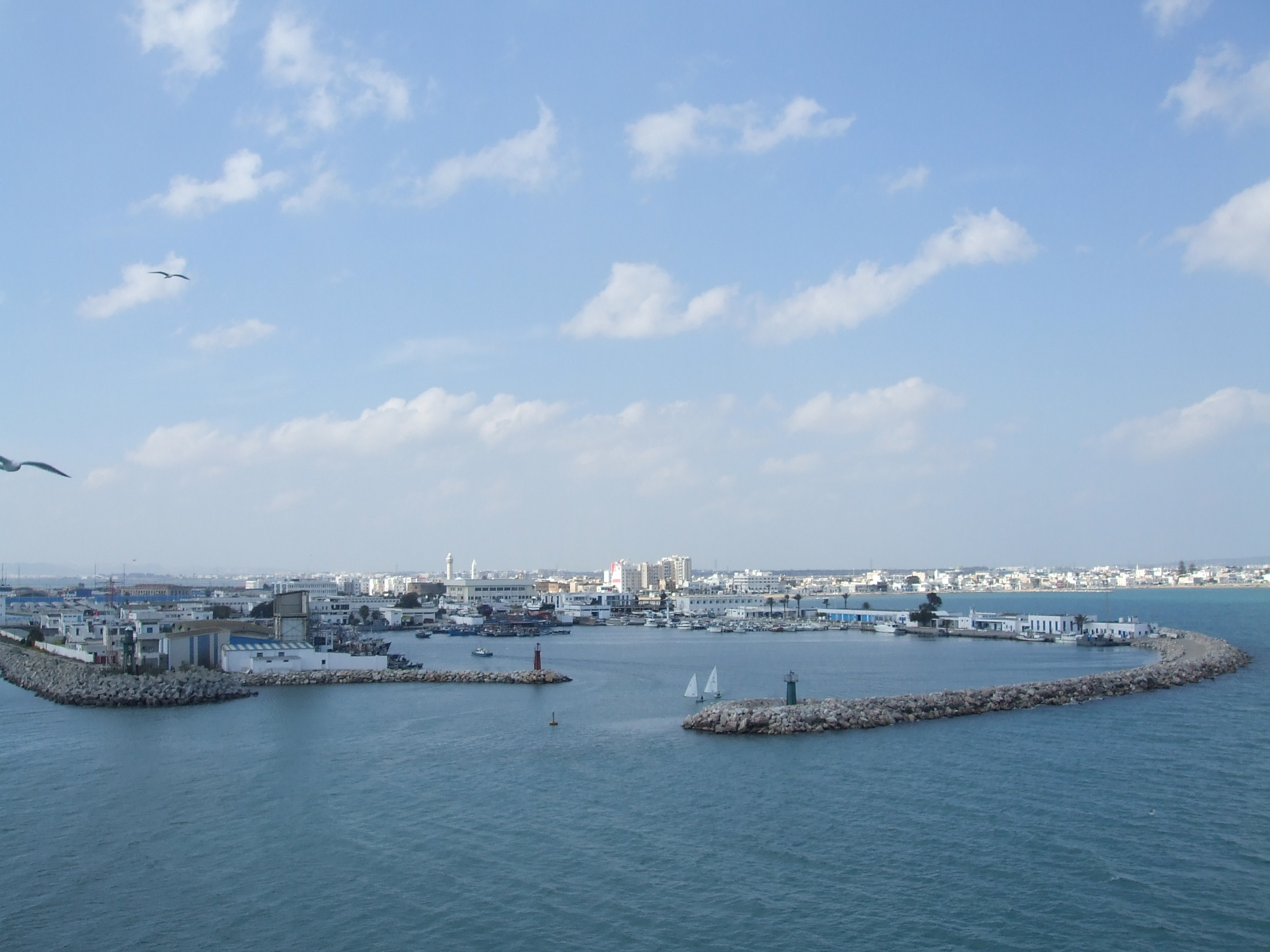
Port de La Goulette depuis la mer.

À l'origine port commercial, de pêche, de plaisance et de tourisme, il ne lui reste plus que les fonctions de port de pêche et de port pour les navires de voyageurs. C'est en effet le port de Radès qui prend désormais en charge le trafic des navires de marchandises. La Goulette reste réputée pour ses restaurants de poissons et sa longue plage, ce qui en fait une destination favorite des Tunisois.

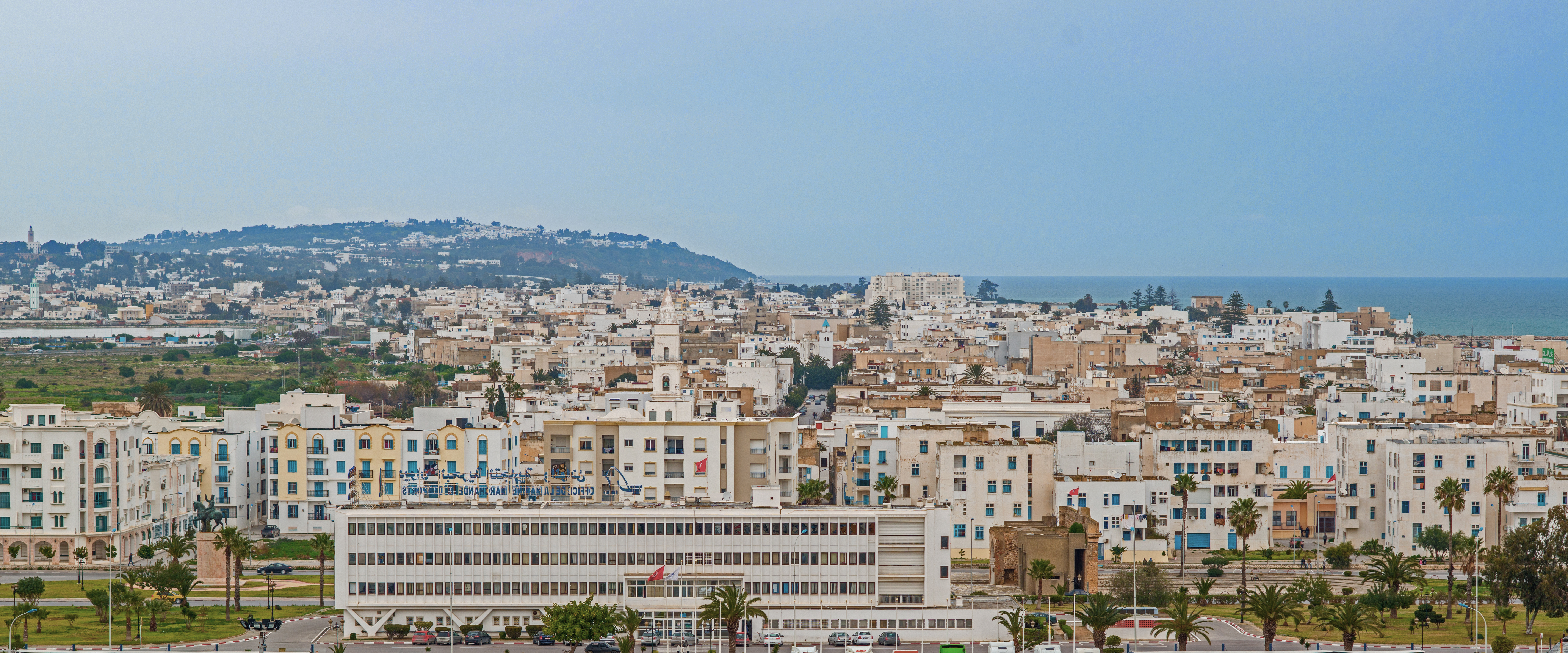
Vue panoramique de La Goulette.

## Administration
La municipalité de La Goulette est divisée en deux arrondissements : La Goulette et Taïeb Mhiri ou Cité Tayeb Mehiri.

## Sports
La Goulette est rattachée au club omnisports de l'Étoile olympique La Goulette Kram dont la section de basket-ball est basée dans la ville.